# میانده (جویبار)
میانده، روستایی است از توابع بخش مرکزی شهرستان جویبار در استان مازندران ایران.

## جمعیت
این روستا در دهستان حسن‌رضا قرار داشته و براساس آخرین سرشماری مرکز آمار ایران که در سال ۱۳۸۵ صورت گرفته، جمعیت آن ۴۲۵نفر (۱۱۰خانوار) بوده‌است.